# Валя Балканская
Валя Младенова Балканская (болг. Валя Младенова Балканска), урождённая Фейме Кестебекова (болг. Фейме Кестебекова, родилась 8 января 1942 в Арде) — болгарская народная певица из родопской фольклорной области, ставшая известной благодаря исполнению народной песни «Излел е Делю хайдутин» (болг. Идёт Делю-гайдук), которая была включена в список мелодий на Золотой пластинке «Вояджера» с американских космических кораблей «Вояджер-1» и «Вояджер-2».

## Биография

### Музыкальная карьера
Музыкальная карьера Вали Балканской началась в 1960 году, когда она попала в Государственный ансамбль народных песен и танцев «Родопы» из Смоляна; там же она взяла творческий псевдоним. В репертуаре Вали есть ряд народных песен — «Шар планина», «Девойко, бално ли ти е», «Триста са пушки пукнали», «Хайдутине се молеха», «А бре, юначе лудо и младо», «Горо ле, горо зелена», «Майчинско, стара майчинско». В 2002 году по случаю своего 60-летия и за заслуги в музыкальном искусстве Валя Балканская была награждена орденом «Стара планина». В 2005 году номинирована на государственную премию Святого Паисия Хилендарского, в декабре 2005 года получила свою звезду на болгарской Аллее звёзд. Жизни Вали Балканской была посвящена книга «Одна среди звёзд», написанная Еленой Хайтовой, дочерью Николая Хайтова.

### Излел е Делю Хайдутин
Песня «Излел е Делю Хайдутин» в исполнении Вали Балканской стала наиболее известной в её репертуаре. Исследователь болгарского фольклора Мартин Кёниг в 1960-е годы выбрал эту песню для издания в США на пластинках. Несколько лет спустя один из экземпляров случайно был закуплен НАСА для подготовки к отправке золотой пластинки «Вояджера». По решению коллегии музыковедов во главе с дирижёром Мюррем Сидлином песню включили в итоговый список.